# Hüperión
Hüperión (Ὑπερίων) titán a görög mitológiában. Gaia és Uranosz gyermeke. Sokáig ő hordozta a Napot. Feleségül saját testvérét, Theiát választotta, és született is három gyermekük: Héliosz, a nap istene, Szeléné, a hold istennője és Éósz, a hajnal istennője. Hüperión felnevelte gyermekeit, és Hélioszt megtanította mindenre, amire csak figyelnie kellett a Nap irányításában, és végre megpihenhetett az idős titán, mert feladatát Héliosz vitte tovább.

## Hüperión nevének jelentései
Hüperión „ragyogó” isten, szó szerint „magasan járó” (vagyis az égen járó), ezért – Homérosznál gyakran, a  hellenisztikus-római mitológiában mindig – Héliosszal azonosítják, Héliosz fiait pedig Hüperionidészeknek nevezik.